# Opius curtisternaulis
Opius curtisternaulis är en stekelart som beskrevs av Fischer 2001. Opius curtisternaulis ingår i släktet Opius och familjen bracksteklar. Inga underarter finns listade i Catalogue of Life.